# ГАЗ-69
ГАЗ-69 е съветски лек военно-транспортен високопроходим автомобил, широко използван от страните в бившия Източен блок. В България прякорът на този автомобил е текезесарка.

## История
Опитните образци на автомобила са създадени през далечната 1948 г., като целта е да се създаде нов, по-мощен и проходим джип от ГАЗ-67. Производството на ГАЗ-69 започва през 1953 г., като автомобилът е проектиран и конструиран в автомобилния завод в град Горки. Производството продължава до 1972 г., като от 1954 г. нататък то се осъществява паралелно и от Уляновския автомобилен завод.

## Описание
ГАЗ-69 е четириколесен джип 4х4, главно с военно предназначение. Като такъв той е съвсем изчистен откъм детайли, като дори вътре в купето съществуват само най-необходимото оборудване за управление и комфорт. Двата основни серийни модела са двувратен и четиривратен, от които по-разпространен е първият модел. ГАЗ-69 се характеризира с брезентово или друго покритие в задната част на автомобила, което може да се сваля. Отстрани, зад лявата врата, при двувратните модели е закрепена резервна гума.

## Технически характеристики
- Дължина: 3,85 м
- Ширина: 1,75 м
- Височина: 2,03 м
- База: 2,3 м
- Тегло: 1,53 т
- Макс. скорост: 90 км/ч
- Мощност: 55 к.с.
- Обем на двигателя: 2,12 л
- Предавки: 3 предни, 1 задна
- Горивен запас: до 75 л с доп. резервоар

## Варианти
- Четиривратен вариант
- Двувратен вариант
- УАЗ-69 – произвеждан в Уляновския завод
- 2П26 – противотанков комплекс с ракети 3М6 Шмел
- ГАЗ-46 – амфибиен джип

## Оператори
- Социалистическа народна република Албания
- Народна република България
- Виетнам
- ГДР
- КНДР
- Куба
- Монголска народна република
- Полска народна република
- Социалистическа република Румъния – произвеждан по лиценз от АРО.
- Чехословакия
- Народна република Унгария
- СФРЮ